# Gustav Plentzner von Scharneck
Gustav Plentzner von Scharneck (německy Gustav Leopold Plentzner Ritter von Scharneck) (5. září 1842 Gmunden – 18. března 1911 Vídeň) byl rakousko-uherský generál. Jako absolvent vojenské akademie sloužil v c. k. armádě od roku 1861 a byl účastníkem několika válečných tažení. Později byl štábním důstojníkem u různých jednotek v Rakousku, Uhrách a Haliči. V roce 1903 dosáhl hodnosti polního zbrojmistra a svou kariéru zakončil jako prezident Nejvyššího vojenského soudního dvora (1903–1906).

## Životopis
Byl synem státního úředníka a průkopníka ve zpracování soli Karla Plentznera (1800–1873). Studoval na Tereziánské vojenské akademii ve Vídeňském Novém Městě a v roce 1861 nastoupil jako poručík k 24. pěšímu pluku. V letech 1862–1864 si doplnil vzdělání na Válečné škole (K.u.k. Kriegsschule) ve Vídni a poté byl v hodnosti nadporučíka zařazen do sboru důstojníků generálního štábu. Zúčastnil se prusko-rakouské války (1866) a poté se na generálním štábu věnoval kartografickým pracem. V roce 1877 byl povýšen na majora a byl přidělen ke štábu 33. pěší divize v Komárně, o dva roky později byl přeložen ke 14. pěší divizi do Prešpurku. V roce 1881 získal hodnost podplukovníka a v letech 1883–1888 byl šéfem štábu 7. armádního sboru v Temešváru, mezitím byl v roce 1884 povýšen na plukovníka.
K datu 1. listopadu 1890 byl povýšen do hodnosti generálmajora, v letech 1888–1893 působil jako ředitel operační kanceláře na generálním štábu. Později byl velitelem 28. pěší brigády v Šoproni (1893–1895). V roce 1895 se stal velitelem 30. pěší divize ve Lvově a téhož roku k datu 1. května 1895 dosáhl hodnosti polního podmaršála. Ve Lvově strávil čtyři roky a následně byl přeložen do Štýrského Hradce, kde se stal zástupcem velitele 3. armádního sboru. V roce 1901 byl povolán do Vídně jako prezident Vrchního vojenského soudu a nakonec se stal prezidentem Nejvyššího vojenského soudního dvora (1903–1906). K datu 1. května 1903 získal hodnost titulárního polního zbrojmistra a v roce 1906 byl penzionován. Mimo aktivní službu pak ještě v roce 1908 obdržel hodnost generála pěchoty.

## Rodina
Jeho manželkou byla Paulina Liebenbergová von Zsittin (1852–1927) z židovské podnikatelské rodiny povýšené do šlechtického stavu. Z manželství se narodily čtyři děti. Z dalších generací vynikla vnučka Eva von Berne (1910–2010), která se prosadila jako filmová herečka němé éry v Rakousku.

## Tituly a ocenění
Po otcově nobilitaci v roce 1855 užíval šlechtický titul rytíře s predikátem von Scharneck. Ve funkci prezidenta Nejvyššího vojenského soudního dvora získal v roce 1904 titul c. k. tajného rady s nárokem na oslovení Excelence. Od roku 1905 byl čestným majitelem pěšího pluku č. 53. Během vojenské služby získal několik vysokých vyznamenání v Rakousku-Uhersku i v zahraničí.

### Rakousko-Uhersko
- Válečná medaile (1879)
- Řád železné koruny III. třídy (1890)
- Jubilejní pamětní medaile (1898)
- rytířský kříž Leopoldova řádu (1899)

### Zahraničí
- důstojník Řádu čestné legie (Francie)
- Řád sv. Stanislava II. třídy (Rusko)
- Řád červené orlice III. třídy (Německo)
- Řád pruské koruny II. třídy (Německo)
- důstojník Řádu rumunské hvězdy (Rumunsko)
- rytíř Řádu italské koruny (Itálie)
- Řád Takova III. třídy (Srbsko)